# Campionato europeo maschile under 17 di calcio 2012
Il campionato europeo di calcio Under-17 2012 è stata l'11ª edizione del torneo organizzato dalla UEFA. La fase finale si è giocata in Slovenia dal 4 al 16 maggio 2012. L'Olanda ha vinto il titolo per la seconda volta consecutiva. Al torneo potevano partecipare solo i giocatori nati dopo il 1º gennaio 1995.

## Qualificazioni
Il primo turno di qualificazione si è disputato tra il 21 settembre e il 2 novembre 2011: 52 rappresentative sono state divise in 13 gironi di 4 squadre. Hanno ottenuto l'accesso alla seconda fase le prime due di ogni girone più le due migliori terze, calcolate escludendo il risultato della partita contro l'ultima classificata del proprio girone.

Nel Turno Elite, le 28 squadre rimaste sono state divise in sette gironi, le cui vincenti si sono qualificate per la fase finale del torneo.

## Squadre qualificate
- Francia (vincente girone 1)
- Georgia (vincente girone 3)
- Germania (vincente girone 4)
- Islanda (vincente girone 6)
- Paesi Bassi (vincente girone 5)
- Polonia (vincente girone 2)
- Slovenia (paese organizzatore)
- Ungheria (vincente girone 7)

## Fase a gironi

### Gruppo A
| squadra  | P.ti | G | V | N | P | GF | GS | DR |
| -------- | ---- | - | - | - | - | -- | -- | -- |
| Germania | 9    | 3 | 3 | 0 | 0 | 5  | 0  | +5 |
| Georgia  | 4    | 3 | 3 | 1 | 1 | 2  | 2  | 0  |
| Francia  | 2    | 3 | 0 | 2 | 1 | 3  | 6  | -3 |
| Islanda  | 1    | 3 | 0 | 1 | 2 | 2  | 3  | -2 |

| Arbitro: | Ivan Kružliak |

|  |           |           |
|  | Marcatori | 59’ Meyer |

| Arbitro: | Alan Mario Sant |

|                        |           |                               |
| Chemlal 7’ Martial 56’ | Marcatori | 66’ Birgisson 77’ Hermannsson |

| Arbitro: | Harald Lechner |

|           |           |                          |
| Lemar 67’ | Marcatori | 30’ (rig.) Chechelasvili |

| Arbitro: | Emir Alecković |

|  |           |              |
|  | Marcatori | 20’ Stendera |

| Arbitro: | Marius Avram |

|                           |           |  |
| Meyer 54’ 56’ Dittgen 62’ | Marcatori |  |

| Arbitro: | Mattias Gestranius |

|  |           |                 |
|  | Marcatori | 74’ Dartsimelia |

### Gruppo B
| squadra     | P.ti | G | V | N | P | GF | GS | DR |
| ----------- | ---- | - | - | - | - | -- | -- | -- |
| Paesi Bassi | 5    | 3 | 1 | 2 | 0 | 3  | 1  | +2 |
| Polonia     | 5    | 3 | 1 | 2 | 0 | 2  | 1  | +1 |
| Belgio      | 4    | 3 | 1 | 1 | 1 | 3  | 2  | +1 |
| Slovenia    | 1    | 3 | 0 | 1 | 3 | 3  | 7  | -4 |

| Arbitro: | Mattias Gestranius |

|                  |           |  |
| M. Stępiński 65’ | Marcatori |  |

| Arbitro: | Marius Avram |

|             |           |                            |
| Zahovič 74’ | Marcatori | 13’ Vloet 35’ Lumu 61’ Aké |

| Maribor 7 maggio 2012, ore 17:00 UTC+2 | Paesi Bassi   | 0 – 0 referto | Belgio | Stadion Ljudski vrt\| Arbitro: \| Ivan Kružliak \| |
| Arbitro:                               | Ivan Kružliak |               |        |                                                    |

| Arbitro: | Alan Mario Sant |

|             |           |             |
| Šauperl 26’ | Marcatori | 10’ Rabiega |

| Lendava 10 maggio 2012, ore 17:30 UTC+2 | Paesi Bassi    | 0 – 0 referto | Polonia | Lendava Sports Park\| Arbitro: \| Emir Alecković \| |
| Arbitro:                                | Emir Alecković |               |         |                                                     |

| Arbitro: | Harald Lechner |

|                                       |           |                |
| Schrijvers 2’ Gerkens 53’ Dierckx 80’ | Marcatori | 13’ Stojanović |

## Fase finale
|  | Semifinali  | Semifinali  | Semifinali           |                      |          | Finale   | Finale | Finale |  |
|  |             |             |                      |                      |          |          |        |        |  |
|  | Germania    | Germania    | 1                    |                      |          |          |        |        |  |
|  | Germania    | Germania    | 1                    |                      |          |          |        |        |  |
|  | Polonia     | Polonia     | 0                    |                      |          |          |        |        |  |
|  | Polonia     | Polonia     | 0                    |                      | Germania | Germania | 1 (4)  |        |  |
|  |             |             |                      |                      | Germania | Germania | 1 (4)  |        |  |
|  |             |             | Paesi Bassi (d.c.r.) | Paesi Bassi (d.c.r.) | 1 (5)    |          |        |        |  |
|  | Paesi Bassi | Paesi Bassi | Paesi Bassi (d.c.r.) | Paesi Bassi (d.c.r.) | 1 (5)    | 2        |        |        |  |
|  | Paesi Bassi | Paesi Bassi |                      |                      |          |          |        |        |  |
|  | Georgia     | Georgia     | 0                    |                      |          |          |        |        |  |

### Semifinali
| Arbitro: | Emir Alecković |

|              |           |  |
| Goretzka 34’ | Marcatori |  |

| Arbitro: | Marius Avram |

|                        |           |  |
| Hendrix 79’ Haye 80+2’ | Marcatori |  |

### Finale
| Arbitro: | Ivan Kružliak |

|                                  |                      |                                                |
| Goretzka 45’                     | Marcatori            | 80+1’ Acolatse                                 |
| Sarr Werner Itter Stendera Kempf | Tiri di rigore 4 – 5 | Huser Aké Acolatse Hendrix Trindade de Vilhena |

## Classifica marcatori
| Gol |  |  | Giocatore             | Squadra |
| --- |  |  | --------------------- | ------- |
| 3   |  |  | Max Meyer             | DEU     |
| 2   |  |  | Leon Goretzka         | DEU     |
| 1   |  |  | Tuur Dierckx          | Belgio  |
| 1   |  |  | Pieter Gerkens        | Belgio  |
| 1   |  |  | Siebe Schrijvers      | Belgio  |
| 1   |  |  | Mohamed Chemlal       | Francia |
| 1   |  |  | Thomas Lemar          | Francia |
| 1   |  |  | Anthony Martial       | Francia |
| 1   |  |  | Chiaber Chechelasvili | Georgia |
| 1   |  |  | Dato Dartsimelia      | Georgia |
| 1   |  |  | Max Dittgen           | DEU     |
| 1   |  |  | Marc Stendera         | DEU     |
| 1   |  |  | Gunnlaugur Birgisson  | Islanda |
| 1   |  |  | Hjörtur Hermannsson   | Islanda |
| 1   |  |  | Elton Acolatse        | Olanda  |
| 1   |  |  | Nathan Aké            | Olanda  |
| 1   |  |  | Thorn Haye            | Olanda  |
| 1   |  |  | Jorrit Hendrix        | Olanda  |
| 1   |  |  | Jeroen Lumu           | Olanda  |
| 1   |  |  | Rai Vloet             | Olanda  |
| 1   |  |  | Vincent Rabiega       | Polonia |
| 1   |  |  | Mariusz Stępiński     | Polonia |
| 1   |  |  | Bian Paul Šauperl     | SVN     |
| 1   |  |  | Petar Stojanović      | SVN     |
| 1   |  |  | Luka Zahovič          | SVN     |